# Вильям Ньюбургский
Вильям Ньюбургский, он же Уильям Малый (англ. William of Newburgh, лат. Guilelmus Neuburgensis, Willelmus de Novoburgo, Guilelmus Parvus, англо-норм. Guillaume le Petit; около 1136 — после 1198, возможно, в 1201 году) — средневековый английский хронист и теолог, монах-августинец из Ньюбургского приората (Северный Йоркшир), автор латинской «Истории Англии» (лат. Historia rerum Anglicarum), одного из важнейших источников по истории Британии середины — второй половины XII века. 

## Биография
Сведений о жизни его немного, родился он предположительно в Бридлингтоне в Восточном Йоркшире около 1136 года. Издатель и исследователь его хроники викторианской эпохи Ричард Хоулетт ошибочно считал, что он являлся уроженцем Раффорта в Северном Йоркшире. В своей гипотезе он опирался на полустёртую запись в датированной XIII веком рукописи хроники из Бодлианской библиотеки: «Liber Sanctæ Mariæ Fratris Willelmi Monachi de Rufforth», неверно прочитанную голландским филологом XVII столетия Гергардом Фоссом и в действительности, скорее всего, принадлежавшую её переписчику или владельцу. 
«Уильямом Малым» (лат. ) впервые назвал его известный антикварий и собиратель рукописей эпохи Тюдоров Джон Лиланд в своём труде «Collectanea» (1533—1536), однако носил ли хронист это прозвище при жизни, неясно.
Ещё в детском возрасте он стал послушником основанного в 1145 году приората августинцев в Ньюбурге близ Коксволда в Северном Йоркшире, получив там богословское образование. Став регулярным каноником, провёл в Ньюбурге, по-видимому, всю свою жизнь, изредка посещая соседние цистерцианские аббатства в Байленде и в Риво, а также, возможно, приорат бенедиктинцев в Финчале близ Дарема, где встречался со Св. Годриком . 
В 1190-е годы ушёл на покой из-за слабого здоровья, занявшись составлением хроники, материалы для которой, вероятно, собирал в течение всей свой зрелой жизни, получая информацию от паломников и настоятелей посещавшихся им монастырей. Умер в родной обители, где, скорее всего, и был похоронен. Пятнадцатая глава первой книги «Истории Англии» содержит упоминание о Байлендском аббате Роджере как о «все еще здравствующем, после почти пятидесяти семи лет неустанных трудов». Поскольку Роджер стал аббатом в 1142 году, в 1196-м ушёл в отставку и скончался в 1199 году, можно предположить, что примерно тогда же умер и сам хронист.

## Сочинения
Основной труд Вильяма Ньюбургского, «История Англии» (лат. Historia rerum Anglicarum) в пяти книгах, известный также под названием «Истории английских деяний» (лат. Historia de rebus anglicis), написан был по просьбе Эрнальда, аббата Риво (1192—1199) и охватывает события с 1066 по 1198 год. Начатый в 1196 году, он, судя по всему, так и не был окончен, обрывая изложение на событиях весны 1198 года, вероятно, из-за болезни и последующей смерти 60-летнего автора.
Основными источниками для него послужили «История королей англов и данов» Симеона Даремского и «История английского народа» Генриха Хантингдонского, а также, возможно, несохранившиеся местные анналы. Предположение Стэббса и Хоулетта, допускавшее заимствования Вильяма из рифмованной старофранцузской «Истории Священной войны» участника Третьего крестового похода Амбруаза Нормандца (ум. 1199) не получило достаточных доказательств, что не исключает, однако, возможности использования хронистами общего первоисточника. Несомненно знакомство Вильяма и с классиками античности и Средневековья, в частности, Вергилием, Горацием, Цицероном, Титом Ливием, Евсевием Кесарийским, Августином, Григорием Великим, Исидором Севильским и Ансельмом Кентерберийским, а также своими старшими современниками Бернаром Клервоским и Гуго Сен-Викторским, рукописи трудов которых он мог найти в богатых книжных собраниях приоратов в Дареме и в Риво.
«История Англии» Вильяма Ньюбургского открывается кратким вступительным очерком правления Вильгельма Завоевателя (1066—1087) и его сыновей Вильгельма Рыжего (1087—1100) и Генриха Боклерка (1100—1135). Особенный интерес представляют разделы её, посвящённые феодальной анархии в Англии в эпоху правления Стефана Блуаского (1135—1154), царствованию Генриха II Плантагенета (1154—1189) и деяниям Ричарда Львиное Сердце (1189—1199), содержащие много информации, не встречающейся в других источниках. Язык Вильяма Ньюбургского лёгок для чтения, изложение событий сопровождается рассказами о захватывающих историях и слухах, что способствовало популярности «Истории Англии» в более поздние периоды и обеспечило доступность этой работы для понимания и в настоящее время.
В преамбуле к «Истории Англии» Вильям сначала открыто декларирует английскую идентичность, провозглашая концепцию «истории нашего народа, то есть англичан», а затем последовательно развенчивает авторитет Гальфрида Монмутского, «дерзко распространившего насквозь лживые прорицания Мерлина», представляя его «Историю бриттов» собранием вымысла и легенд, и подчёркивает правдивость и научность собственного труда, называя образцами для подражания труды Гильды Премудрого и Беды Достопочтенного. Между тем, сочинение Вильяма заметно уступает по своей хронологической точности и фактологической достоверности труду его предшественника Вильяма Мальмсберийского, так как, в отличие от последнего, он прежде всего описывал близкие и современные события, не занимаясь глубоким исследованием древних источников и работ более ранних авторов. Проживая в удалённом йоркширском приорате, не имевшем во второй половине XII века ни развитой традиции историописания, ни значительной библиотеки, он был лишён, сверх того, возможности регулярно узнавать новости и получать достоверные сведения из первых рук. 
Тем не менее, в отношении XII века «История Англии» Вильяма Ньюбургского остаётся самым полным и подробным изложением событий среди современных ему хронистов. Будучи почти изолированным в скромной по своим интеллектуальным и хозяйственным ресурсам обители, Вильям, бесспорно, совершил значительный для своей эпохи прорыв в сторону научного подхода к истории, рискнув опровергнуть выводы намного более известного Гальфрида на пике его популярности. В конце XIX века историк Эдвард Фримен справедливо назвал его «отцом исторической критики». 
«История Англии» также не имеет аналогов по уровню непредвзятости автора: удалённость Вильяма от королевского двора позволила ему сохранить независимость в описании характеров своих современников и мотивов их действий, составив реальную историю, в которой чётко прослеживается связь событий и соблюдается необходимое чувство меры. Не вызывают у него особых симпатий, в соответствии с распространёнными в его эпоху представлениями, лишь «враги христовой веры». Однако, осуждая иудеев за стяжательство, в частности, указывая, что дома самых богатых йоркских ростовщиков Бенедикта и Иосии по своей роскоши напоминали королевские замки, принципиальный Вильям отнюдь не поддерживает еврейские погромы, вспыхнувшие в Лондоне ещё после коронации в 1189 году короля Ричарда, в марте следующего года вновь разразившиеся на Севере и на Востоке Англии, и достигшие своего апогея в Йорке. «Евреи, что жили в Англии при короле Генрихе II, — отмечает он, — нелепым образом стали более счастливыми и процветающими, чем христиане, и из-за великого своего богатства неблагоразумно вознеслись над ними, причинив им немало страданий. По этой причине, в правление нового короля, по попущению Божьему, они подвергли опасности свои жизни, которыми владели лишь благодаря Его милосердию, и все же, в справедливом Его суде, те люди, что внезапным возмущением своим навлекли на них смертоубийство, никоим образом не могут быть оправданы».
«История Англии» Вильяма Ньюбургского привлекала также внимание оккультистов и мистиков со времён средневековья до настоящего времени: в ней находили одни из первых свидетельств о существовании эльфов (гл. 28 кн. I), призраков умерших и вампиров (гл. 22—24 кн. V). В частности, 27-я глава первой её книги содержит пересказ легенды о «зелёных детях из Вулпита», жителях «земли Св. Мартина», якобы найденных при короле Стефане в «древних пещерах» близ названной деревни, располагавшейся в 5 милях от аббатства Бери-Сент-Эдмундс в графстве Суффолк, вариант которой приводится в хронике современника Вильяма — Ральфа Коггсхоллского. 
Перу Вильяма Ньюбургского принадлежит также ряд богословских трудов, включая составленный по заказу вышеназванного Роджера Байлендского комментарий к Песни песней «Explanatio sacri epithalamii in matrem sponsi», рукопись которого ещё в XVI веке видел в библиотеке Ньюбургского приората вышеназванный Лиланд, и «Диалоги» (лат. Sermones).
«История Англии» Вильяма Ньюбургского дошла до нас в нескольких рукописях, лучшей из которых является дарственная копия, переписанная, судя по ex libris и характерному орнаменту, ещё в конце XII столетия для самого Ньюбургского приората и ныне хранящаяся в Британской библиотеке под шифром BL. MS Stowe 62. Впервые «История» была напечатана в 1567 году в Антверпене голландским издателем Виллемом Сильвиусом, предварившим публикацию посвящением Елизавете Тюдор, и в 1610 и 1632 годах переиздана в Париже Жаном Пикарди. В 1719 году английский антикварий Томас Хирн выпустил в Оксфорде полное трёхтомное собрание всех известных сочинений Вильяма Ньюбургского. 
Научно-академическое издание его «Истории Англии» было выпущено в 1885 году в Лондоне в академической Rolls Series под редакцией вышеупомянутого Ричарда Хоулетта. Новейшая публикация в оригинале и в английском переводе подготовлена в 1988 году в Лондоне и Уорминстере профессором филологии Университета Глазго Патриком Джерардом Уолшем совместно с М. Дж. Кеннеди.

## Издания
- Памятники истории Англии / Пер. Д. М. Петрушевского. — М., 1936.

- The History of William of Newburgh (1066—1194), edited and translated by Joseph Stevenson. — Burnham-on-Sea: LLanerch Press, 1996. — ISBN 1-86143-013-2.
- Chronicles of the Reigns of Stephen, Henry II and Richard I. Edited by Richard Howlett. — Volumes 1—2. — London: Longman, 1885. — (Rolls Series, 82).
- The History of English Affairs, edited by P. G. William, Patrick G. Walsh, M. J. Kennedy. — Book I (Medieval Latin Texts). — London, 1988. — ISBN 0-85668-304-3.
- The History of English Affairs, edited and translated by Patrick G. Walsh and M. J. Kennedy. — Book I. — Warminster: Aris and Phillips, 1988. — ix, 198 p.
- The History of English Affairs, edited and translated by Patrick G. Walsh and M. J. Kennedy. — Book II. — Oxford: Aris and Phillips, 2007.
- The Sermons of William of Newburgh (Latin Edition), edited by Andrew Brock Kraebel. — Toronto: Pontifical Institute of Mediaeval Studies, 2010. — 118 p. — (Toronto Medieval Latin Texts, 31). — ISBN 978-0-88844-481-3.